# Мустайие
Мустайие (ест. Mustajõe) — село в Естонії, входить до складу волості Лахеда, повіту Пилвамаа.